# Valdštejnův dub (Okrouhlá)
Valdštejnův dub je památný strom, který roste v centru obce Okrouhlá poblíž místní komunikace v okrese Cheb v Karlovarském kraji. Aktuálně je nejmohutnějším stromem okresu Cheb.

## Základní údaje
- název: Valdštejnův dub
- výška: 24 m (1984, 1994)[1][2], 26,5 (2000)[2]
- obvod: 661 cm (1984)[1][2], 665 cm (1994)[2], 674 cm (2000)[2]
- věk: 460 let[3], asi 400 let[4]
- zdravotní stav: 3 (1984, 2000)[2]
- sanace: 1991, 2000
- umístění: kraj Karlovarský, okres Cheb, obec Okrouhlá
- souřadnice: 50°3'47.7"N, 12°29'10.5"E

## Stav stromu a údržba
Pravidelný dutý kmen se v jednom bodě rozděluje na pět kosterních větví, které vytvářejí vysokou korunu. Dutina je zastřešená, konce větví zasychají. Celkově je ale strom s ohledem na věk v dobrém zdravotním stavu.

## Historie a pověsti
24. února 1634 zastavil pod stromem průvod, který transportoval nemocného Albrechta z Valdštejna, když prchal z Plzně do Chebu. Prchající vévoda cestoval pro těžké bolesti v nosítkách, které byly zavěšené mezi koňmi. Následující den, 25. února 1634, byl Albrecht z Valdštejna v Chebu zavražděn. Na Valdštejnovu počest byl dub v roce 1910 pojmenován jako "Wallensteineiche".

## Stromy v okolí
- Duby u statku Tuřany čp. 3
- Dub v Malé Šitboři
- Alej Mostov
- Mostovský dub